# US-amerikanische Badmintonmeisterschaft 1951
Die US-amerikanische Badmintonmeisterschaft 1951 fand Ende März 1951 in Dallas statt. Die Endspiele wurden am 31. März ausgetragen.

## Finalresultate
| Disziplin    | Sieger                  | Finalist                        | Ergebnis     |
| ------------ | ----------------------- | ------------------------------- | ------------ |
| Herreneinzel | Joe Alston              | Marten Mendez                   | 15–5, 15-5   |
| Dameneinzel  | Ethel Marshall          | Thelma Scovil                   | 11–8, 11–6   |
| Herrendoppel | Joe Alston Wynn Rogers  | Carl Loveday Bob Williams       | 15–8, 18-17  |
| Damendoppel  | Dorothy Hann Loma Smith | Beatrice Massman Eleanor Gibson | 15–13, 18–17 |
| Mixed        | Wynn Rogers Loma Smith  | Marten Mendez Helen Gibson      | 15–4, 15–1   |